# Las Choapas (Messico)
Las Choapas è una municipalità dello stato di Veracruz, nel Messico centrale, il cui capoluogo è la località omonima.
Conta 77.426 abitanti (2010) e ha una estensione di 3.509,56 km². 	
Il significato della località in lingua nahuatl è fiume degli achiote, nome locale della Bixa orellana.